# کوربیون
کوربیون (انگلیسی: Corbion) شرکت صنایع غذایی هلندی است، که در سال ۱۹۱۹ تأسیس شد.